# Miszmogyorós
Miszmogyorós (románul: Tăuții-Măgherăuș) város Romániában, Máramaros megyében. 1927 óta magába foglalja a korábbi Misztótfalut.

## Földrajz
Nagybányától kb. 11 km-re található. Van egy róla elnevezett tó is, románul lacul Tăuții-Măgherăuș.

## Történelem
Miszmogyorós nevét az oklevelek 1424-ben említették először Monyoros néven, 1490-ben Monyaros, 1493-ban Kysmonyoros, Naghmonyoros, 1750-ben Magyaros, 1760–1762-ben Kis-Tótfalu, 1808-ban Tótfalu (Kis-), 1828-ban Misz Mogyoros (Nagy), 1851-ben Mogyorósnak írták.
A település a környék többi falvaival együtt a XIII-XV. században települt, a Móricz család meggyesaljai uradalmának déli részén. Később a szinéri uradalomhoz tartozott és annak sorsában osztozott. 1608-ban Báthory Gábor erdélyi fejedelem Szirmai Györgynek adományozta Monyorost. 1642-ben az erdőszádai uradalom része lett, és egyben a szatmári váré lett. Az 1800-as évek végén nagyobb birtokosa nem volt.
Miszmogyorós régen népes helység volt, azonban a XVII. században annyira elpusztult, hogy lakosai elmenekültek a településről. A falut egykor magyarok lakták, kiknek a templomát 1815-ben megyei határozattal a románok kapták meg.
Az 1800-as évek végén a nagybányai járáshoz tartozó településnek 415 lakosa volt, akik közül 54 magyar, a többi görögkatolikus román. A településen ekkor 87 ház állt. Határa 1147 katasztrális hold volt.
A trianoni békeszerződésig Szatmár vármegye nagybányai járásához tartozott.
2004-ben nyilvánították várossá.

## Közlekedés
Nagybánya repülőtere, a nagybányai nemzetközi repülőtér Miszmogyoróson található.

## Személyek
- Itt a közeli Alsó-Misztótfaluban született Misztótfalusi Kis Miklós nyomdász.
- Itt töltötte gyermekéveit nagyszüleinél Tersánszky Józsi Jenő író.

## Testvérvárosok
- Martfű, Magyarország